# Wetenschappelijk Bureau BBB
Het Wetenschappelijk Bureau BBB is het wetenschappelijk bureau van de Nederlandse politieke partij BoerBurgerBeweging (BBB).  
Het Wetenschappelijk Bestuur kent een bestuur, een kleine staf en een adviesraad. Ook zijn er mensen aan verbonden als fellow.
De leiding ligt bij de coördinator, drs Stephan Nuij 
De voorzitter van het bestuur is Jan Brok. De voorzitter van de adviesraad is prof. dr. R, van den Hoven. 
Het bureau doet onderzoek, geeft adviezen aan politieke fracties en levert een bijdrage aan het maatschappelijke debat door middel van publicaties, publiekslezingen en -bijeenkomsten in het land. 
Het magazine van het wetenschappelijk bureau is "Bijtijds". Dit magazine is openbaar en is in juli 2025 met een eerste editie uitgekomen.   